# Plašće
Plašće (cyr. Плашће) – wieś w Serbii, w okręgu zlatiborskim, w gminie Priboj. W 2011 roku liczyła 49 mieszkańców.